# Apomys
Genre
Apomys est un genre de rongeurs de la sous-famille des Murinés.

## Liste des espèces
Selon ITIS (28 juin 2016) :
- Apomys abrae (Sanborn, 1952)
- Apomys datae (Meyer, 1899)
- Apomys gracilirostris Ruedas	1995
- Apomys hylocoetes Mearns, 1905
- Apomys insignis Mearns, 1905
- Apomys littoralis (Sanborn, 1952)
- Apomys microdon Hollister, 1913
- Apomys musculus Miller, 1911
- Apomys sacobianus Johnson, 1962

Selon [réf. nécessaire]
- Apomys abrae (Sanborn, 1952)
- Apomys brownorum (Heaney, et al. 2011)
- Apomys datae (Meyer, 1899)
- Apomys gracilirostris Ruedas	1995
- Apomys hylocoetes Mearns, 1905
- Apomys insignis Mearns, 1905
- Apomys littoralis (Sanborn, 1952)
- Apomys microdon Hollister, 1913
- Apomys musculus Miller, 1911
- Apomys sacobianus Johnson, 1962